# Ranking WPT
El Ranking WPT es la clasificación que World Padel Tour realiza sobre los jugadores y jugadoras de pádel que participan en su circuito profesional. Para ello se tienen en cuenta los puntos conseguidos en los torneos de WPT de las últimas 52 semanas, por lo que se actualiza cada lunes.
Los puntos otorgados en cada torneo dependerá de su categoría y hasta qué ronda se llegue. La normativa que dicta la cantidad de puntos otorgados, a pesar de haber sido siempre muy estable, ha variado un poco a lo largo de los años. En la temporada actual, se tienen en cuenta los puntos obtenidos en torneos Master, Open1000 y los Open500, así como el Master Final.

## Distribución de puntos
Actualmente, la cantidad de puntos otorgada y la dotación económica en función del tipo de torneo y la ronda es la siguiente:
| Categoría del torneo | G    | F    | SF  | CF  | R16 | R32 | CFP | R16P | R32P | R64P |
| -------------------- | ---- | ---- | --- | --- | --- | --- | --- | ---- | ---- | ---- |
| WPT Master           | 2000 | 1200 | 720 | 360 | 180 | 70  | 70  | 42   | 25   | 15   |
| WPT Open 1000        | 1000 | 600  | 360 | 180 | 90  | 35  | 35  | 21   | 13   | 8    |
| WPT Open 500         | 500  | 300  | 180 | 90  | 45  | 18  | 18  | 11   | 7    | 4    |
| WPT Challenger 200   | 200  | 120  | 72  | 36  | 18  | 7   | 7   | 5    | 3    |      |
| Master Final         | 1500 | 900  | 540 | 270 |     |     |     |      |      |      |

| Categoría del torneo | G        | F        | SF      | CF      | R16              | R32              | CFP              | R16P             | R32P             | R64P             | Total     | Nº jug. |
| -------------------- | -------- | -------- | ------- | ------- | ---------------- | ---------------- | ---------------- | ---------------- | ---------------- | ---------------- | --------- | ------- |
| WPT Master           | 11.914 € | 7.744 €  | 4.468 € | 2.681 € | 1.340 €          | 596 €            | -                | -                | -                | -                | 119.145 € | 64      |
| WPT Open 1000        | 9.920 €  | 6.448 €  | 3.720 € | 2.232 € | 1.116 €          | 558 €            | 310 €            | -                | -                | -                | 103.667 € | 72      |
| WPT Open 500         | 6.000 €  | 3.900 €  | 2.250 € | 1.350 € | 675 €            | 338 €            | 188 €            | -                | -                | -                | 60.000 €  | 64      |
| Master Final         | 18.723 € | 12.482 € | 6.553 € | 4.213 € | reserva: 1.248 € | reserva: 1.248 € | reserva: 1.248 € | reserva: 1.248 € | reserva: 1.248 € | reserva: 1.248 € | 124.818 € | 18      |

| Categoría del torneo | G        | F        | SF      | CF      | R16              | R32              | CFP              | R16P             | R32P             | R64P             | Total     | Nº jug. |
| -------------------- | -------- | -------- | ------- | ------- | ---------------- | ---------------- | ---------------- | ---------------- | ---------------- | ---------------- | --------- | ------- |
| WPT Master           | 11.736 € | 7.566 €  | 4.379 € | 2.636 € | 1.318 €          | 268 €            | -                | -                | -                | -                | 119.145 € | 72      |
| WPT Open 1000        | 10.367 € | 6.738 €  | 3.888 € | 2.333 € | 1.166 €          | 583 €            | 324 €            | -                | -                | -                | 103.667 € | 64      |
| WPT Open 500         | 6.000 €  | 3.900 €  | 2.250 € | 1.350 € | 675 €            | 338 €            | 188 €            | -                | -                | -                | 60.000 €  | 64      |
| Master Final         | 18.723 € | 12.482 € | 6.553 € | 4.213 € | reserva: 1.248 € | reserva: 1.248 € | reserva: 1.248 € | reserva: 1.248 € | reserva: 1.248 € | reserva: 1.248 € | 124.818 € | 18      |

También se otorgan puntos para el ranking en los torneos World Padel Tour NEXT, los cuales tienen restricción de participación, para facilitar así que los jugadores de ranking bajo ganen puntos.
| Categoría del torneo | G   | F  | SF | CF | R16 | R32 |
| -------------------- | --- | -- | -- | -- | --- | --- |
| NEXT 100 (Diamond)   | 100 | 60 | 36 | 18 | 9   | 5   |
| NEXT 60 (Emerald)    | 60  | 36 | 22 | 11 | 6   | 3   |
| NEXT 35 (Rubi)       | 35  | 22 | 11 | 6  | 3   | -   |
| NEXT Saphire         | ?   | ?  | ?  | ?  | ?   | ?   |

## Ranking actual
Así es como está el ranking oficial de World Padel Tour a día de hoy:
| Pos. | Jugador                 | Puntos | ± Pos.      |
| ---- | ----------------------- | ------ | ----------- |
| 1    | Arturo Coello           | 17.460 | Sin cambios |
| 2    | Agustín Tapia           | 16.825 | Sin cambios |
| 3    | Martín Di Nenno         | 16.090 | Sin cambios |
| 4    | Franco Stupaczuk        | 15.645 | Sin cambios |
| 5    | Alejandro Galán         | 12.610 | Sin cambios |
| 6    | Juan Lebrón             | 10.570 | Sin cambios |
| 7    | Federico Chingotto      | 8.220  | Sin cambios |
| 8    | Paquito Navarro         | 7.570  | Sin cambios |
| 9    | Juan Tello              | 6.540  | Sin cambios |
| 10   | Momo González           | 6.495  | Sin cambios |
| 11   | Alejandro Ruiz          | 5.850  | 2           |
| 12   | Jon Sanz                | 5.810  | Sin cambios |
| 13   | Sanyo Gutiérrez         | 5.785  | 2           |
| 14   | Javier Garrido          | 4.765  | Sin cambios |
| 15   | Fernando Belasteguín    | 4.425  | 1           |
| 16   | Miguel Yanguas          | 4.325  | 1           |
| 17   | Jorge Nieto             | 4.175  | 2           |
| 18   | Luciano Capra           | 3.385  | Sin cambios |
| 19   | Maximiliano Sánchez     | 3.295  | 1           |
| 20   | José Antonio G. Diestro | 3.255  | 1           |
| 21   | Gonzalo Rubio           | 3.114  | 2           |
| 22   | Pincho Fernández        | 3.015  | Sin cambios |
| 23   | Lucas Campagnolo        | 2.900  | 2           |
| 24   | Agustín Gutiérrez       | 2.880  | 1           |
| 25   | Leo Augsburger          | 2.775  | 1           |
| 26   | Alejandro Arroyo        | 2.605  | 2           |
| 27   | Eduardo Alonso          | 2.438  | 1           |
| 28   | Javier Ruiz             | 2.374  | 1           |
| 29   | Víctor Ruiz             | 2.353  | 6           |
| 30   | Juanlu Esbri            | 2.352  | 1           |
| 31   | Lucas Bergamini         | 2.263  | 10          |
| 32   | Valentino Libaak        | 2.232  | Sin cambios |
| 33   | Pablo Lima              | 2.170  | 3           |
| 34   | Juan Cruz Belluati      | 2.160  | 3           |
| 35   | Javier G. Mora          | 2.122  | 2           |
| 36   | Javier G. Barahona      | 2.053  | 2           |
| 37   | Pablo Cardona           | 1.948  | 5           |
| 38   | Francisco Gil           | 1.921  | 2           |
| 39   | Iván Ramírez            | 1.917  | 3           |
| 40   | Ramiro Moyano           | 1.886  | 3           |
| 41   | Miguel Lamperti         | 1.868  | 3           |
| 42   | Javier Rico             | 1.860  | 5           |
| 43   | Javier Leal             | 1.810  | 4           |
| 44   | Miguel Benítez          | 1.750  | 1           |
| 45   | Josete Rico             | 1.740  | 1           |
| 46   | Jairo Bautista          | 1.653  | Sin cambios |
| 47   | Jaime Muñoz             | 1.572  | Sin cambios |
| 48   | Arnau Ayats             | 1.542  | 1           |
| 49   | Mario Del Castillo      | 1.518  | 1           |
| 50   | Francisco Guerrero      | 1.430  | Crecimiento |

| Pos. | Jugador              | Puntos | ± Pos.      |
| ---- | -------------------- | ------ | ----------- |
| 1    | Paula Josemaría      | 20.060 | Sin cambios |
| 1    | Ariana Sánchez       | 20.060 | Sin cambios |
| 3    | Gemma Triay          | 16.560 | Sin cambios |
| 4    | Alejandra Salazar    | 12.020 | Sin cambios |
| 5    | Beatriz González     | 11.990 | Sin cambios |
| 6    | Marta Ortega         | 11.340 | Sin cambios |
| 7    | Delfina Brea         | 11.030 | Sin cambios |
| 8    | Virgínia Riera       | 8.117  | Sin cambios |
| 9    | Tamara Icardo        | 7.392  | Sin cambios |
| 10   | Sofía Araújo         | 6.420  | Sin cambios |
| 11   | Claudia Jensen       | 5.822  | Sin cambios |
| 12   | Jéssica Castelló     | 5.337  | Sin cambios |
| 13   | Aranzazu Osoro       | 4.745  | Sin cambios |
| 14   | Lucía Sainz          | 4.645  | Sin cambios |
| 15   | Mapi Sánchez Alayeto | 4.210  | Sin cambios |
| 15   | Majo Sánchez Alayeto | 4.210  | Sin cambios |
| 17   | Patrícia Llaguno     | 4.170  | 1           |
| 18   | Verónica Virseda     | 4.165  | 1           |
| 19   | Victoria Iglesias    | 2.800  | Sin cambios |
| 20   | Claudia Fernández    | 2.353  | Sin cambios |
| 21   | Carmen Goenaga       | 2.163  | Sin cambios |
| 22   | Alejandra Alonso     | 2.141  | 3           |
| 23   | Marina Guinart       | 2.118  | 1           |
| 24   | Nuria Rodríguez      | 2.085  | 1           |
| 25   | Marta Talaván        | 2.078  | 4           |
| 26   | Carolina Orsi        | 1.955  | Sin cambios |
| 27   | Beatriz Caldera      | 1.880  | 1           |
| 28   | Lucía Martínez       | 1.873  | 2           |
| 29   | Lorena Rufo          | 1.828  | 2           |
| 30   | Marta Caparrós       | 1.763  | 1           |
| 31   | Alix Collombon       | 1.748  | 2           |
| 31   | Ana C. Nogueira      | 1.748  | 2           |
| 33   | Sara Ruiz            | 1.715  | 1           |
| 34   | Teresa Navarro       | 1.673  | 1           |
| 35   | Julieta Bidahorria   | 1.658  | 3           |
| 36   | Melania Merino       | 1.653  | 1           |
| 37   | Carolina Navarro     | 1.643  | 3           |
| 38   | Léa Godallier        | 1.593  | 2           |
| 39   | Andrea Ustero        | 1.589  | 5           |
| 40   | Araceli Martínez     | 1.554  | 1           |
| 41   | Sofía Saiz           | 1.545  | Sin cambios |
| 42   | Mª Carmen Villalba   | 1.530  | Sin cambios |
| 43   | Marina Martínez Lobo | 1.508  | Sin cambios |
| 44   | Carla Mesa           | 1.483  | 6           |
| 45   | Marta Barrera        | 1.475  | Sin cambios |
| 46   | Águeda Pérez         | 1.358  | 1           |
| 47   | Bárbara Las Heras    | 1.305  | 1           |
| 48   | Ana Fdez. De Ossó    | 1.273  | Crecimiento |
| 49   | Noa Cánovas          | 1.251  | 1           |
| 50   | Ksenia Sharifova     | 1.206  | 1           |